# Sepia Search
 (avril 2023).

Sepia, la mascotte de Peertube créée par David Revoy

Sepia Search est un moteur de recherche de vidéos et de chaînes PeerTube, développé par l'association Framasoft.

## Présentation
Sepia Search fut mis en ligne en septembre 2020, par l'association Framasoft, afin de servir de portail unique à la recherche de vidéo sur des centaines d'instances de Peertube.
Néanmoins, d'après l'association, ce portail n'a pas vocation à devenir exhaustif ni à centraliser la recherche sur la totalité des instances : 

« Notre objectif, avec Sepia Search, n’est pas de présenter l’intégralité de ces contenus. Nous voulons simplement vous montrer l’espace d’autonomie qu’ouvre PeerTube, en respectant les valeurs de transparence, d’ouverture et de liberté que nous défendons depuis plus de 16 ans. »

### Historique
La capacité de recherche d'instances du portail Sepia Search a évolué : d'environ 500 instances Peertube en septembre 2020, elle atteint près de 800 instances répertoriées en mars 2021 et plus de 1300 instances en 2025.

## Fonctionnement
Pour un mot-clé tapé, le service renvoie tous les résultats trouvés sur l'ensemble des instances fédérées. Pour une requête plus spécifique il est possible d'appliquer un tri selon :
- la date de mise en ligne ;
- la durée des vidéos ;
- en filtrant les contenus jugés sensibles.

L'apparence et la prise en main de ce portail sont donc volontairement semblables à celles d'autres plateformes vidéos grand public telles que Dailymotion, Youtube ou Youku.
Ce service est basé sur deux éléments complémentaires :
- un moteur de recherche (le code source de Sepia Search est hébergé par framagit et est accessible à tous[4]) ;

- un logiciel javascript, servant d'interface de présentation pour la page en ligne (présentation de la barre de recherche, traitement de la demande saisie et affichage des résultats en précisant le nom de l'instance sur laquelle l'internaute se rend lorsqu'il clique sur « Aller voir cette vidéo »)[5].